# Giuseppe Leanza
Giuseppe Leanza (ur. 2 stycznia 1943 w Cesarò we Włoszech) – duchowny katolicki, arcybiskup, nuncjusz apostolski.

## Życiorys
17 lipca 1966 otrzymał święcenia kapłańskie i został inkardynowany do archidiecezji Messina-Lipari-Santa Lucia del Mela. W 1970 rozpoczął przygotowanie do służby dyplomatycznej na Papieskiej Akademii Kościelnej.
3 lipca 1990 został mianowany przez Jana Pawła II nuncjuszem apostolskim na Haiti oraz arcybiskupem tytularnym Lilybaeum. Sakry biskupiej 22 września 1990 udzielił mu ówczesny Sekretarz Stanu Agostino Casaroli.
W 1991 został przeniesiony do nuncjatury w Zambii, będąc akredytowanym również w Malawi.
W 1999 został nuncjuszem w Bośni i Hercegowinie, od 2002 jego misja dyplomatyczna obejmowała również Słowenię i Macedonię.
W 2003 został nuncjuszem apostolskim w Bułgarii. Od 2008 reprezentował Stolicę Świętą w Irlandii. 15 września 2011 przeniesiony do nuncjatury w Czechach.
21 września 2018 przeszedł na emeryturę.  